# The Boy Who Murdered Love
The Boy Who Murdered Love è un brano musicale della cantante britannica Diana Vickers, quarta classificata e semifinalista della quinta edizione di X Factor nel Regno Unito, estratto come secondo singolo promozionale dal suo album di debutto Songs from the Tainted Cherry Tree. È stato pubblicato dall'etichetta discografica RCA Records il 18 luglio 2010 come download digitale e il 19 luglio come CD singolo nel Regno Unito e il 16 luglio in Irlanda ed è stato prodotto da Chris Braide. La cantante ha confermato che sarebbe stato estratto come singolo sul suo twitter il 7 maggio.
Il video musicale è stato pubblicato il 2 giugno 2010 e mostra la cantante in una casa, rattristita dalla mancanza del ragazzo che compare in alcune scene del video. In esso sono frequenti dei disegni animati. Ha fatto il suo debutto alla posizione numero 199 nella classifica britannica dei singoli tre settimane prima della sua pubblicazione ufficiale.

## Tracce
CD singolo
1. The Boy Who Murdered Love - 3:21
2. Once (Live) - 3:00
3. Just Say Yes (Live) - 4:13
4. Cold Kiss - 3:17

Download digitale
1. The Boy Who Murdered Love (Guena LG Remix) - 3:32

## Classifiche

### Posizioni raggiunte
| Classifica (2010) | Posizione massima |
| ----------------- | ----------------- |
| Regno Unito       | 36                |

### Andamento nella classifica britannica
| Posizione | 79 | 57 | 36 | 36 | 51 | 75 |